# Edikt postupimský

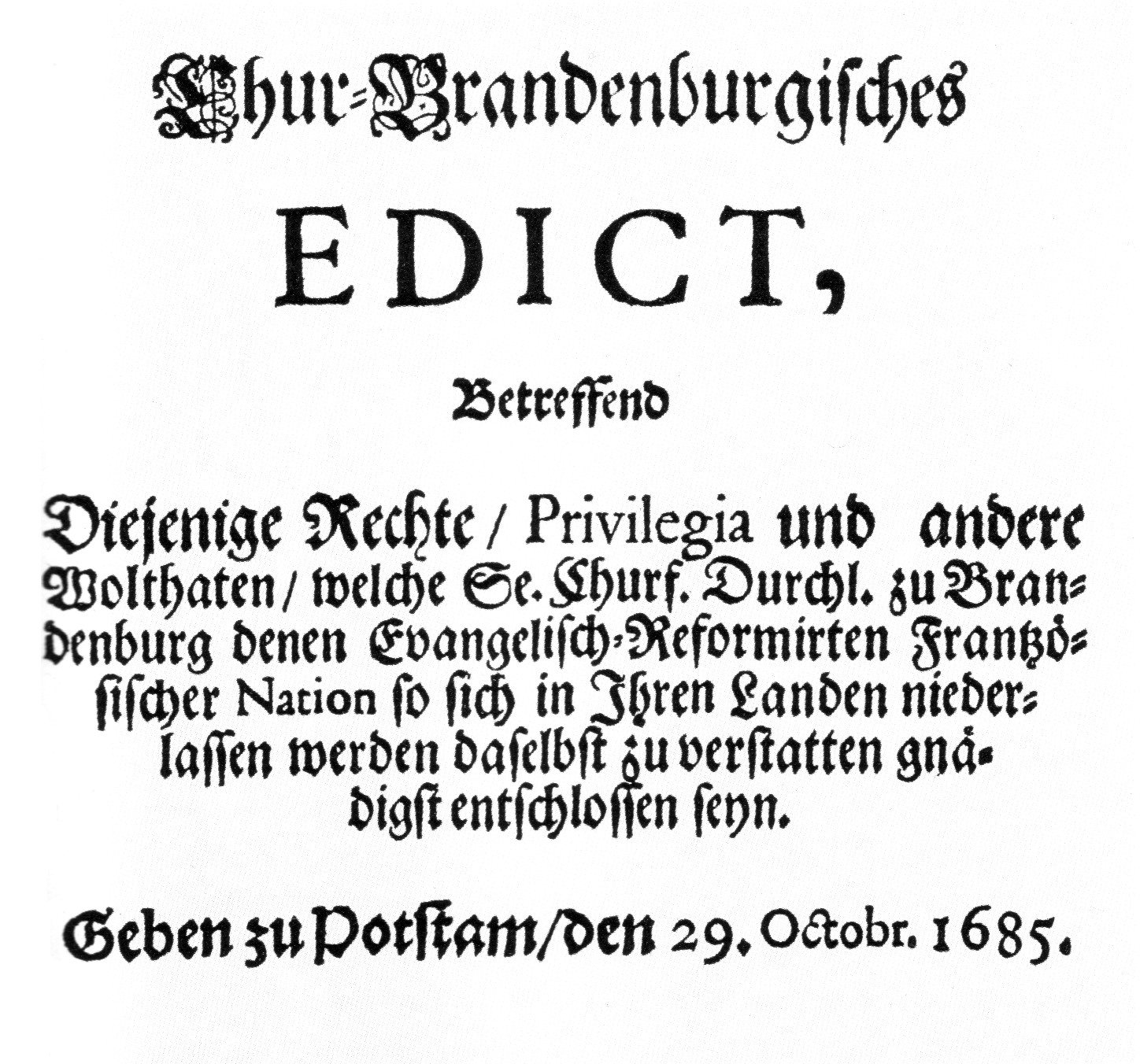
Postupimský edikt z 29. října 1685

Edikt postupimský je dokument ze dne 29. října 1685, v němž Fridrich Vilém I. Braniborský nabídl pronásledovaným francouzským hugenotům azyl v Braniborsku-Prusku. Na postupimskou nabídku reagovalo odhadem 20 000 protestantských uprchlíků – nejen z Francie. Ve výsledku byli tito lidé značným ekonomickým přínosem při obnově hostitelské země, která byla zničena třicetiletou válkou.

## Historie
Edikt postupimský téměř okamžitě reagoval na Edikt z Fontainebleau, kterým byl dne 18. října 1685 zrušen Edikt nantský o náboženské svobodě ve Francouzském království, kde začalo násilné obracení na katolictví zejména pomocí dragonád. Fridrich Vilém I. Braniborský nechal do Francie propašovat 2000 německo-francouzských kopií svého postupimského ediktu. Uprchlíci dostali doporučení na únikové cesty, finanční podporu i bezplatné ubytování a jídlo na odpočívadlech.

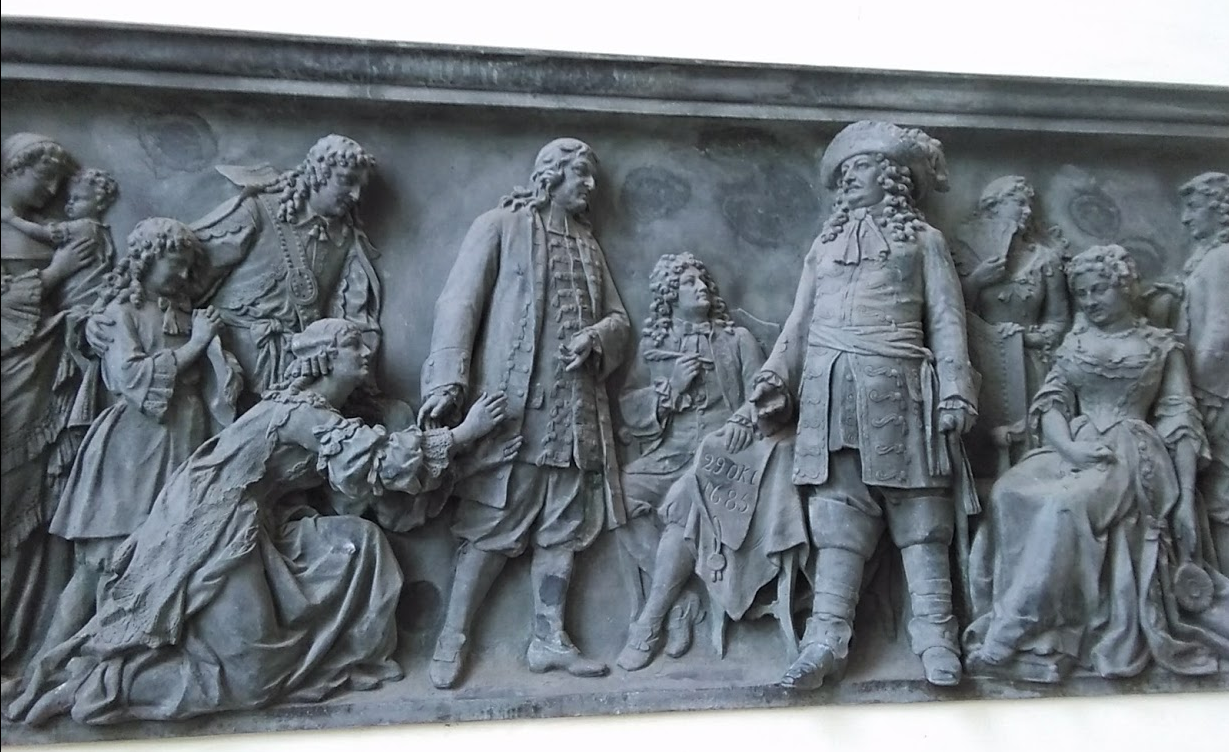
Fridrich Vilém I. Braniborský vítá francouzské hugenoty

## Práva a výsady uprchlíků
Postupimským ediktem byla uprchlíkům přislíbena následující práva a výsady:
1. Lodě, peníze a pasy pro přesun byly poskytnuty v Nizozemsku, Frankfurtu nad Mohanem a Kolíně nad Rýnem. Odtud probíhal další transport.
2. Uprchlíci dostali na výběr, kde se usadit. Zvláště doporučeny byly Stendal, Werben, Rathenow, Brandenburg an der Havel, Frankfurt nad Odrou, Magdeburg, Halberstadt a Königsberg.
3. Všechny své věci bylo možné dovézt beze cla.
4. Novým osadníkům byly nabídnuty „zchátralé, pusté a zničené domy“, které bylo možné přestavět. Pokud by místo pobořených domů byly postaveny jiné, byly i ty osvobozeny od všech daní. Při přestavbě bylo uprchlíkům dáno k dispozici dřevo, vápno a další materiály. Po dobu šesti let se na ně nevztahovaly žádné větší městské poplatky.
5. Uprchlíci získali stejná práva jako místní občané.
6. Měla se jim poskytnout veškerá podpora při zakládání továren (manufaktur).
7. Byla jim zpřístupněna i zemědělská půda k hospodaření.
8. Při objasňování kontroverzních otázek byl přítomen jejich zvolený zástupce.
9. Uprchlíci dostali právo mít v kostelech vlastní kázání.
10. Francouzští šlechtici získali stejné postavení jako šlechtici němečtí.